# Gastrose-Kerkwitz
Gastrose-Kerkwitz war eine von 1998 bis 2003 existierende Gemeinde im Amt Schenkendöbern (Landkreis Spree-Neiße, Brandenburg). Sie war ein Zusammenschluss der zwei ursprünglich selbständigen Gemeinden Groß Gastrose und Kerkwitz. 2003 schloss sich Gastrose-Kerkwitz mit drei anderen Gemeinden zur Gemeinde Schenkendöbern zusammen, und das Amt Schenkendöbern wurde aufgelöst. Ende 2002 hatte Gastrose-Kerkwitz 1178 Einwohner.

## Geographische Lage
Gastrose-Kerkwitz lag im südlichen Teil des Amtes Schenkendöbern. Es grenzte im Norden an die Gemeinden Grabko und Atterwasch (beide Amt Schenkendöbern), im Osten an Schlagsdorf, Ortsteil von Guben, im Südosten an die Republik Polen, im Südwesten und Westen an die Gemeinden Grießen und Jänschwalde (Amt Jänschwalde).

## Geschichte
1992 schlossen sich Groß Gastrose und Kerkwitz zusammen mit Atterwasch, Bärenklau, Grabko, Grano, Groß Drewitz, Krayne, Lauschütz, Lübbinchen, Pinnow, Reicherskreuz, Schenkendöbern, Sembten und Staakow zum Amt Schenkendöbern zusammen. Als Zeitpunkt des Zustandekommen des Amtes wurde der 1. Oktober 1992 festgelegt. Alle Gemeinden gehörten damals noch zum Kreis Guben.
Aus den Gemeinden Kerkwitz und Groß Gastrose bildete sich zum 28. Mai 1998 die neue Gemeinde Gastrose-Kerkwitz. Zu diesem Zeitpunkt hatte die neue Gemeinde 1136 Einwohner. Bereits zum 1. Februar 1974 war die Gemeinde Taubendorf nach Groß Gastrose eingemeindet worden.
Am 18. Juli 2002 genehmigte das Ministerium des Innern des Landes Brandenburg den Zusammenschluss der Gemeinden Atterwasch, Bärenklau, Grabko, Lutzketal und Pinnow-Heideland zur neuen Gemeinde Schenkendöbern, der aber erst zum 26. Oktober 2003 rechtswirksam wurde. Zum 26. Oktober 2003 wurde auch die Gemeinde Gastrose-Kerkwitz per Gesetz in die neu gebildete Gemeinde Schenkendöbern eingegliedert. Das Amt Schenkendöbern wurde aufgelöst, die Gemeinde Schenkendöbern amtsfrei. Groß Gastrose und Kerkwitz, aber auch Taubendorf wurden Ortsteile der Gemeinde Schenkendöbern.

## Bürgermeister
Letzter Bürgermeister von Gastrose-Kerkwitz war Wilfried Buder.

## Belege
1. 1 2 3  Beitrag zur Statistik Landesbetrieb für Datenverarbeitung und Statistik Historisches Gemeindeverzeichnis des Landes Brandenburg 1875 bis 2005 19.13 Landkreis Spree-Neiße PDF
2. ↑  Bildung des Amtes Schenkendöbern. Bekanntmachung des Ministers des Innern vom 26. August 1992. Amtsblatt für Brandenburg - Gemeinsames Ministerialblatt für das Land Brandenburg, 3. Jahrgang, Nummer 81, 22. Oktober 1992, S. 1910/1.
3. ↑  Bildung einer neuen Gemeinde aus den Gemeinden Kerkwitz und Groß Gastrose. Bekanntmachung des Ministeriums des Innern vom 20. Mai 1998. Amtsblatt für Brandenburg - Gemeinsames Ministerialblatt für das Land Brandenburg, 9. Jahrgang, Nummer 24, 24. Juni 1998, S. 566.
4. ↑  Bildung der neuen Gemeinde Schenkendöbern. Bekanntmachung des Ministeriums des Innern vom 18. Juli 2002. Amtsblatt für Brandenburg Gemeinsames Ministerialblatt für das Land Brandenburg, 13. Jahrgang, 2002, Nummer 31, 31. Juli 2002, S. 663 PDF
5. ↑  Sechstes Gesetz zur landesweiten Gemeindegebietsreform betreffend die Landkreise Dahme-Spreewald, Elbe-Elster, Oberspreewald-Lausitz, Oder-Spree und Spree-Neiße (6.GemGebRefGBbg) vom 24. März 2003, Gesetz- und Verordnungsblatt für das Land Brandenburg, I (Gesetze), 2003, Nr. 05, S. 93 (Memento des Originals vom 1. Januar 2023 im Internet Archive)  Info: Der Archivlink wurde automatisch eingesetzt und noch nicht geprüft. Bitte prüfe Original- und Archivlink gemäß Anleitung und entferne dann diesen Hinweis.
6. ↑  Hauptsatzung der Gemeinde Schenkendöbern vom 29. September 2009 PDF
7. ↑  Ergebnisse der Kommunalwahlen 1998 (Bürgermeisterwahlen) für den Landkreis Spree-Neiße (Memento des Originals vom 17. April 2018 im Internet Archive)  Info: Der Archivlink wurde automatisch eingesetzt und noch nicht geprüft. Bitte prüfe Original- und Archivlink gemäß Anleitung und entferne dann diesen Hinweis.